# 彭浦四季公园
彭浦四季公园（工程名东茭泾绿地二期）是位于上海市静安区彭浦新村街道的一座公园，也是该地区唯一一座大型综合性公园，于2019年3月18日以彭浦新村公园名称开放部分区域，2020年9月29日全部开放并改为现名。整座公园位于高压线走廊内。

## 历史
公园位于临汾路高压线走廊，原为共康三村小区内的绿地，产权上属于小区全体业主。自1990年代末起，共康三村内的绿地以及临汾路以南与之相连的公共绿地长期被刘氏兄弟三人占据作为苗圃使用，后又进一步成为违章建筑聚集地，有多处简陋住宅和家禽养殖棚屋，导致环境脏乱。直到2015年原闸北区撤销后，由静安区将该处违建作为全区重点治理项目，在并区后十余天内火速拆除了临汾路以南部分的违建，临汾路以北、共康三村内的部分于2016年8月3日清场，腾出的地块规划建设东茭泾绿地。临汾路以南的绿地于2016年底建成开放，定名东茭泾公园。
2018年3月下旬，东茭泾绿地二期工程启动实质性施工，至2019年3月完成约6.6万平米、三个片区，于3月18日以“彭浦新村公园”名称临时开放建成部分，暂不纳入市绿容局公园名录。2020年8月，通过公开征集方式，确定公园名称为“彭浦四季公园”，并于9月29日以新名称正式开放全部园区，成为城市公园。2023年2月，正式开放仅两年半的彭浦四季公园被上海市绿化和市容管理局评定为2022年度上海市五星级公园（最高等级）。

## 公园设计
公园整体分为四个区域，基于景观四季变换，自南向北为春园、夏园、秋园、冬园，南北长约1.1公里，东西宽80米，实际面积9.1公顷。四个园区的植物配置大致按照对应季节观赏配置，春园种植紫荆、樱花等春季开花的植物；夏园种植紫薇、合欢、萱草、八仙花等，同时还设有观赏草园区；秋园以秋季观赏红叶或黄叶的落叶树种为主，保留了原有的银杏树林，增设了青枫、榉树等树种；冬园以梅花为主。彭浦四季公园春园、夏园、冬园部分草坪在晴天对游客开放，此外该公园也是上海首座专门设有宠物乐园的公园。

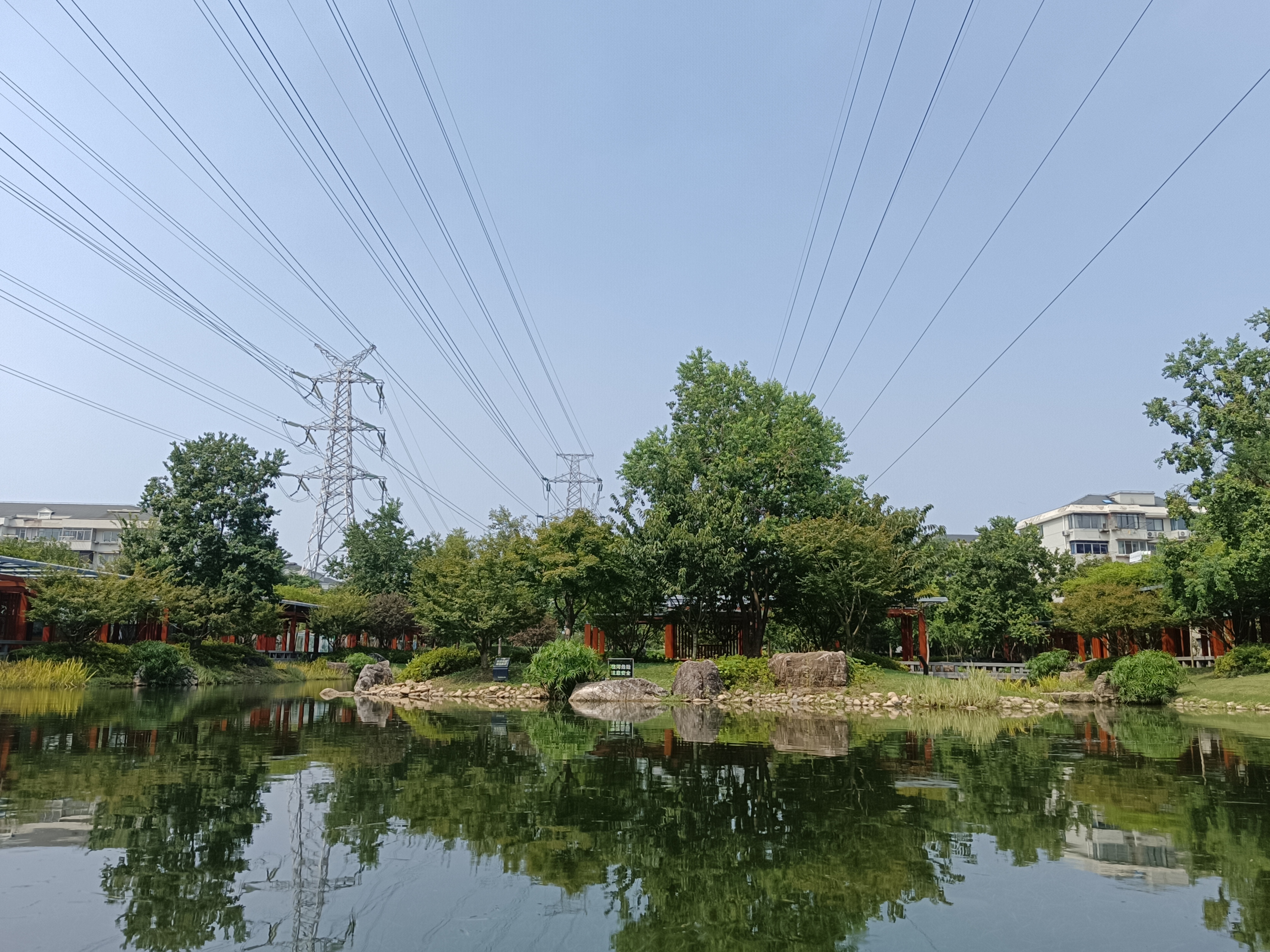
春园景观湖
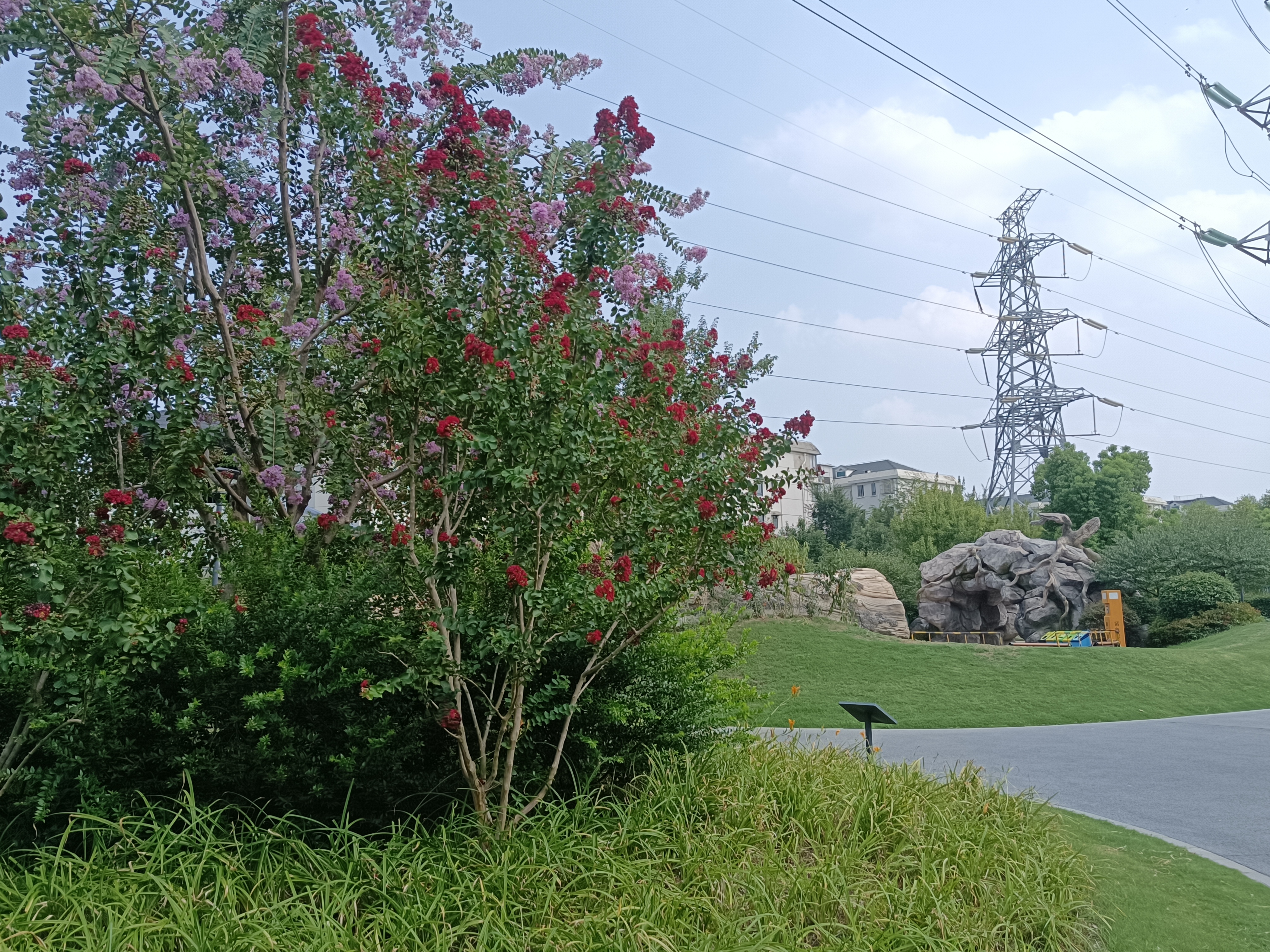
夏园景观
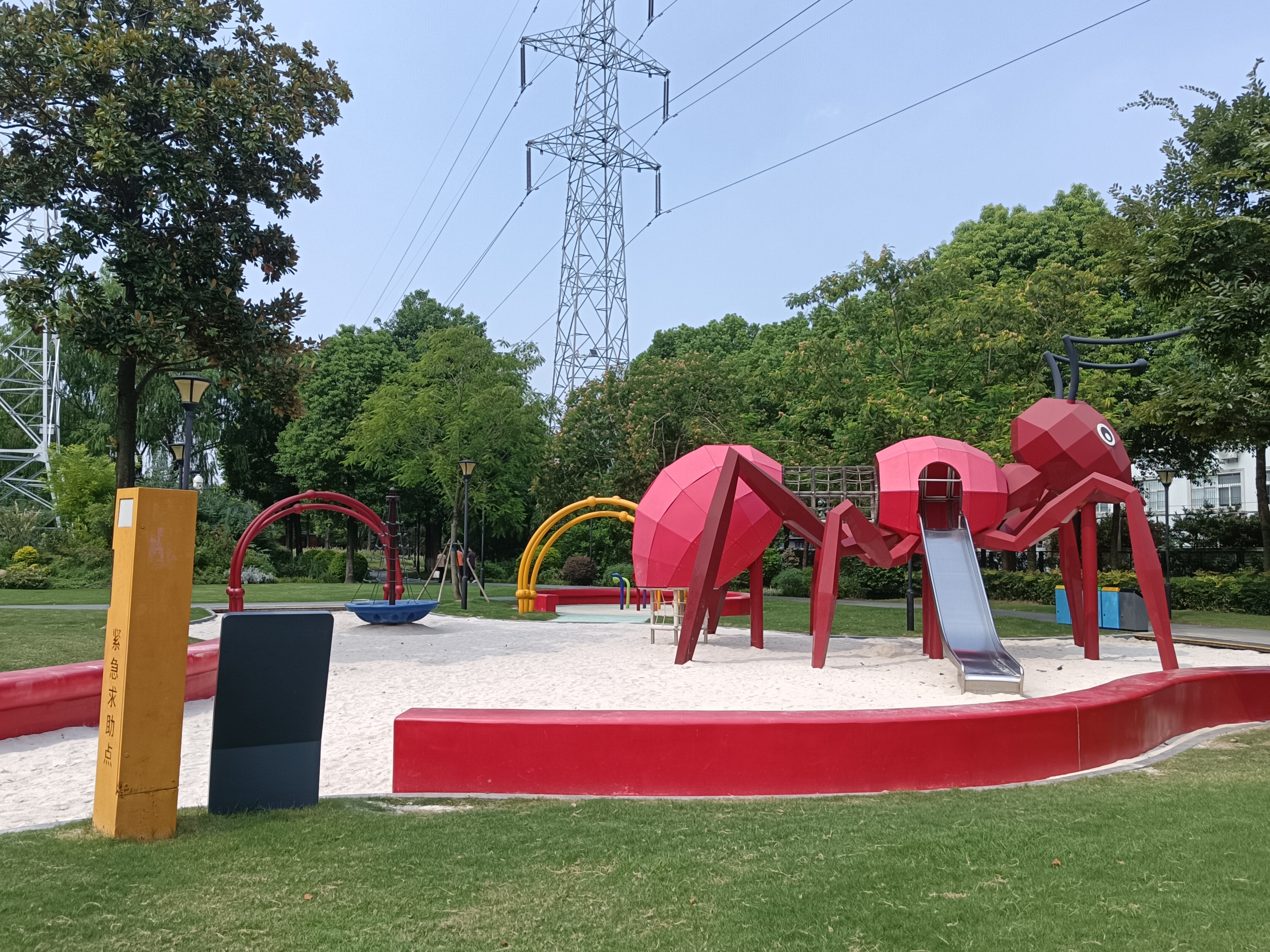
夏园内的儿童乐园
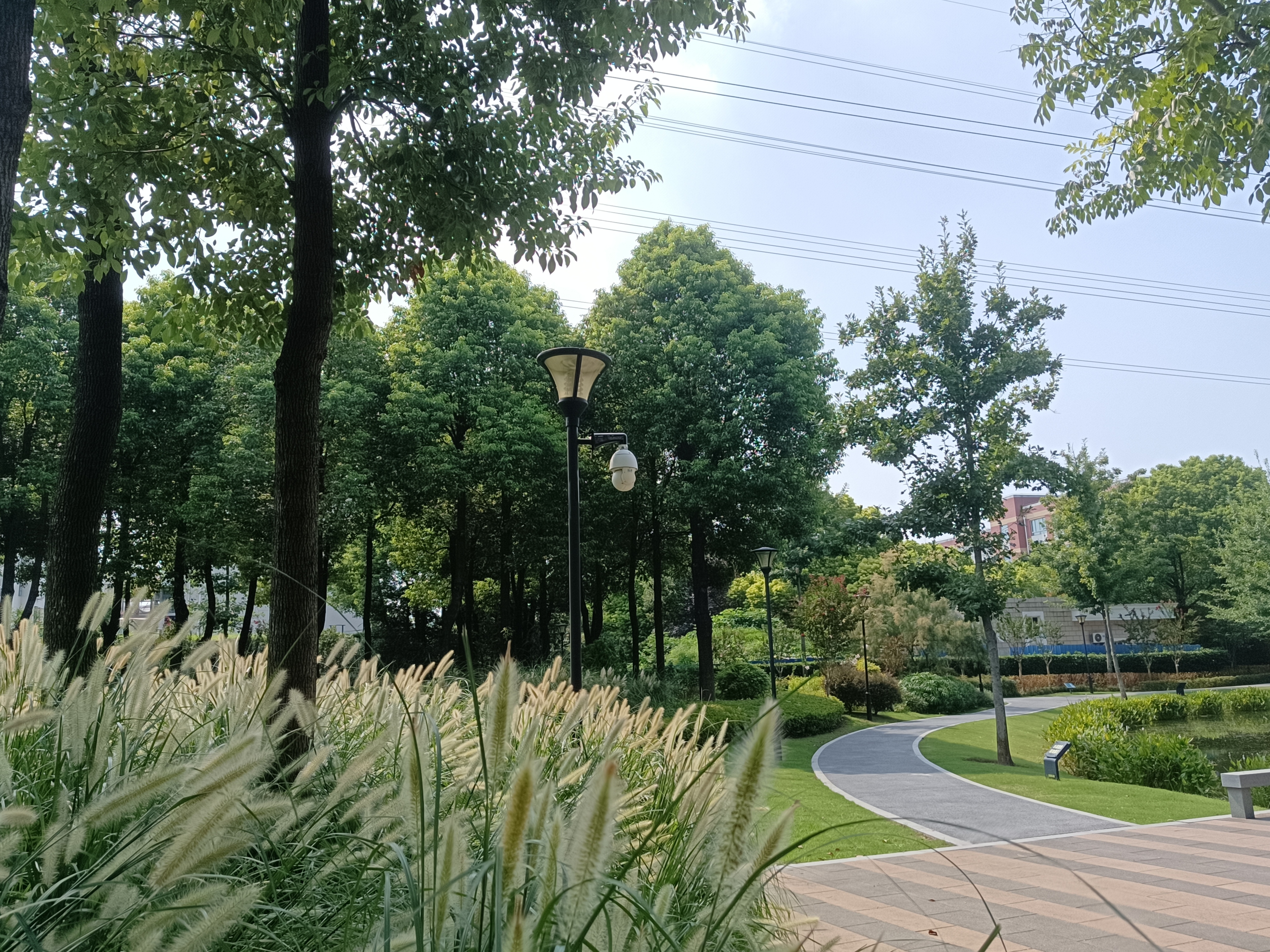
秋园景观
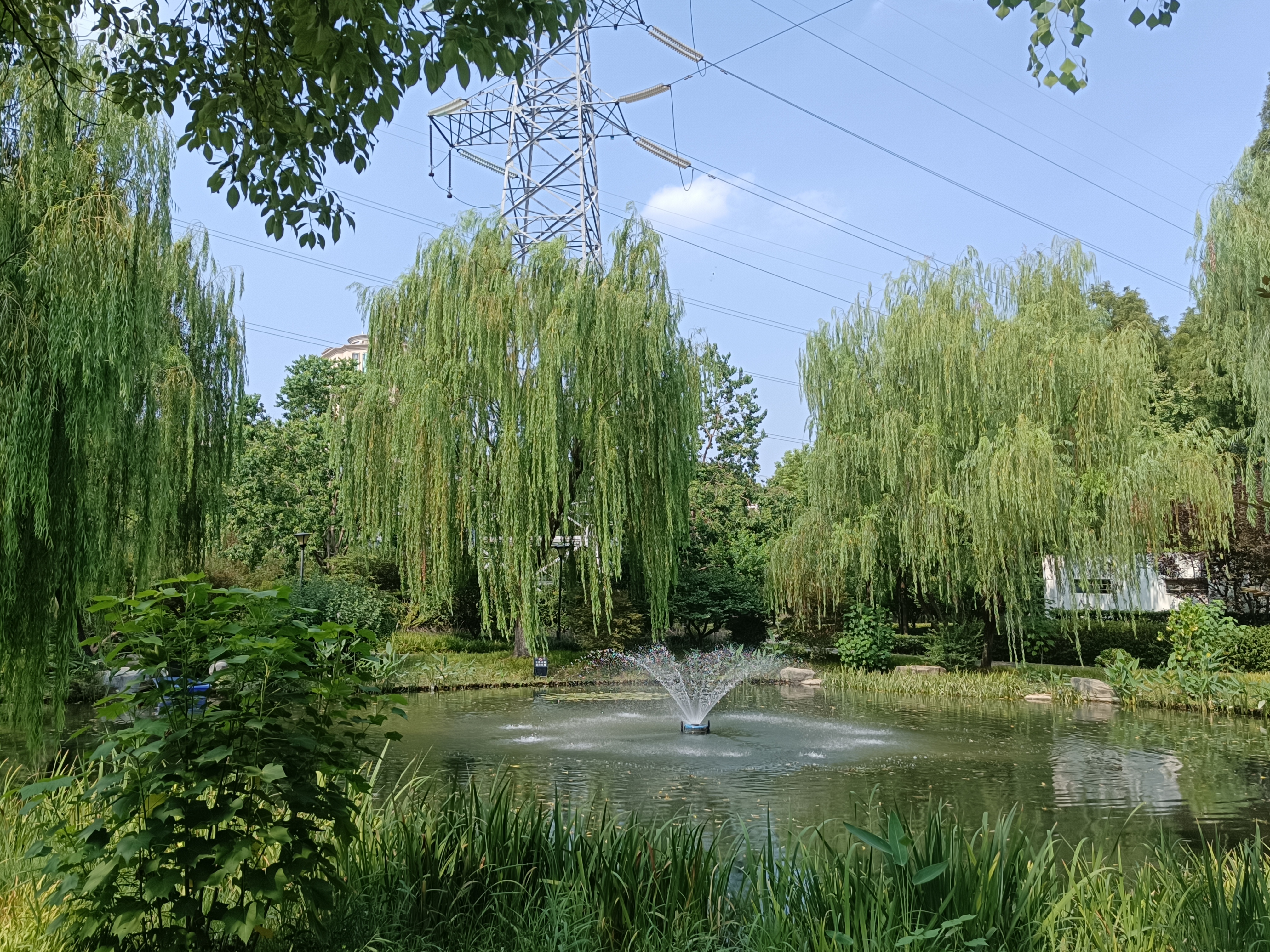
冬园景观湖

## 相关事件
- 2023年5月初，公园内的两只黑天鹅中，有一只因为游客投喂原因离世，公园方面重新补充了新的黑天鹅后表示后续将加强巡查[12]。